# Katherine Fletcher
Katherine Fletcher (née en 1976) est une femme politique du Parti conservateur britannique qui est députée de South Ribble dans le Lancashire de 2019 à 2024.

## Jeunesse et carrière
Katherine Fletcher est née en 1976 à Wythenshawe, Manchester, Angleterre.
Elle étudie la biologie à l'Université de Nottingham, période pendant laquelle elle travaille comme infirmière auxiliaire dans une maison de retraite pour personnes âgées. Avant son élection, Fletcher travaille dans le conseil en gestion et en informatique, les opérations bancaires aux entreprises, le mouvement des coopératives de crédit et aide à la mise en place précoce du Northern Powerhouse. Au moment de l'élection, Fletcher est propriétaire d'une petite et moyenne entreprise (PME) et conseillère au conseil municipal de Knutsford . Elle démissionne du conseil municipal en avril 2020.

## Carrière parlementaire
Fletcher se présente comme candidate du Parti conservateur à Ellesmere Port et Neston aux élections générales de 2015. Elle arrive deuxième aux élections après le député travailliste Justin Madders. Elle est élue députée de South Ribble lors des élections générales de 2019. Son prédécesseur est la conservatrice Seema Kennedy, qui prenait sa retraite.